# Камуге, Вадаль Абделькадер
Вадаль Абделькадер Камуге (фр. Wadel Abdelkader Kamougué; род. 20 мая 1939) — чадский военный и политический деятель, лидер партии Союз за обновление и демократию. Родом из южной префектуры Восточный Логон. В чине младшего офицера был одним из лидеров переворота 13 апреля 1975 года, во время которого был отстранён от власти и убит первый президент Чада Франсуа Томбалбай.
После переворота Камуге занимал значительные должности в чадском правительстве и парламенте. С 1975 по 1979 год он был министром иностранных дел в правительстве Феликса Маллума; 10 ноября 1979 года стал вице-президентом в Переходном правительстве национального единства (GUNT) при президенте Гукуни Уеддеи. Эту должность он занимал до 7 июля 1982 года, когда GUNT был разгромлен Хиссеном Хабре и вытеснен в северные районы страны.
При президенте Идрисе Деби Камуге занимал пост министра труда, но был отправлен в отставку 17 мая 1994 года. Он принимал участие в президентских выборах 1996 года. В первом туре 2 июня он занял второе место с 12,39% голосов; во втором туре, который проходил 3 июня, он набрал 30,91% голосов и проиграл Идрису Деби с 69,09%.
На парламентских выборах 1997 года партия Камуге, Союз за обновление и демократию, достигла согласия с правящим Патриотическим движением спасения Идриса Деби, согласно которой Камуге должен был занять должность председателя Национальной Ассамблеи. Он был избран на эту должность 9 мая 1997 и занимал ее до июня 2002 года. В 2001 году Камуге вновь принял участие в президентских выборах, но в этот раз стал лишь четвёртым, набрав лишь 6,02% голосов.